# Slime
L'slime és una massa viscosa que es pot fer de moltes maneres diferents és a dir que no hi ha normes.
En principi els primers slimes es deien blandiblubs però ara s'ha modernitzat i es diu slime, tot i que no esta gaire aprovat pels experts, ja que porta components no adequats per les persones, en aquest cas nens, que l'utilitzen bastant.
El slime de l'edició original era una substància gelatinosa constituïda principalment per goma guar de color verd vinguda en un pot de plàstic de dimensions d'una llauna.